# Adam Dziurzyński (pedagog)
Adam Dziurzyński (ur. 15 października 1887 w Krakowie, zm. 30 lipca 1970 tamże) – polski pedagog, dydaktyk biologii, entomolog, etolog, lepidopterolog, wykładowca Wyższej Szkoły Pedagogicznej w Krakowie oraz twórca kierunku biologicznego na tej uczelni.

## Życiorys
Był synem nauczyciela matematyki w gimnazjum. Od 1898 do 1906 uczył się w III Państwowym Gimnazjum im. Króla Jana Sobieskiego w Krakowie (zdał w nim maturę), a potem podjął studia przyrodnicze na Uniwersytecie Jagiellońskim (Wydział Filozoficzny), które ukończył w 1910. W ich trakcie wykonał część ilustracji do podręcznika Anatomia człowieka autorstwa prof. Adama Bochenka. W 1912 uzyskał na Uniwersytecie Jagiellońskim dyplom nauczyciela nauk przyrodniczych i rozpoczął pracę w IV Gimnazjum i Liceum w Krakowie, gdzie (oprócz czasów II wojny światowej), pracował do 1950. W 1928 otrzymał tytuł profesora gimnazjalnego. Poświęcał się zwłaszcza dydaktyce biologii. Kierował Ogniskiem Biologicznym w latach 1933–1939, a następnie Ośrodkiem Dydaktyczno-Naukowym Biologii na województwo krakowskie (1945–1950). W 1928 wykładał dydaktykę na kursie dla nauczycieli polskich w Rydze. Od 1932 do 1950 (z przerwą wojenną) wykładał dydaktykę biologii w Studium Pedagogicznym Wydziału Humanistycznego Uniwersytetu Jagiellońskiego. Opracował w 1935 podręcznik dla I klasy gimnazjów O życiu i budowie zwierząt, który miał kilka wznowień, a ostatnie w 1939.
Podczas II wojny światowej pozostawał w Krakowie, gdzie nauczał legalnie biologii w funkcjonujących za zgodą okupanta niemieckiego Szkole Handlowej i Szkole Przemysłowej. Oprócz tego uczył biologii na tajnych kompletach, prywatnie, a także uczestniczył w tajnych komisjach maturalnych w 1944. Bezpośrednio po ustaniu działań wojennych zajął się rozdzielaniem pomiędzy szkoły ocalałych po walkach pomocy dydaktycznych, a także ich wytwarzaniem i nadzorowaniem procesu wytwórczego.
W 1950 związał się z Wyższą Szkołą Pedagogiczną w Krakowie, gdzie był współtwórcą nowego kierunku – biologii. Od 1951 kierował Zakładem Biologii, a w 1955 został powołany przez Ministerstwo Oświaty na kierownika Katedry Zoologii, na którym to stanowisku pozostał do emerytury (1960). Doktoryzował się w 1951 (lub 1950).
Na emeryturze jego stan zdrowia znacznie się pogorszył i uniemożliwił mu wychodzenie z mieszkania, a mimo to prowadził intensywną działalność naukową, m.in. recenzencką. Pochowany na cmentarzu Rakowickim w Krakowie (PAS 60-płn-po prawej Maślakiewicza).

## Ordery i odznaczenia
- Złoty Krzyż Zasługi (11 listopada 1936)[4]

## Dzieła
Wybrana bibliografia:
- Untersuchungen flber die Regeneration der Blut- und Iymphgeffässe im Schwanze von Froschlarven (1911),
- O trawieniu pokarmów w sztucznym soku żołądkowym (1933),
- O życiu i budowie zwierząt. Podręcznik zoologii dla I klasy gim nazjalnej (1935),
- Gleba i jej znaczenie w życiu rośliny (1938),
- O sposobie wykonywania przeźroczy rysowanych i malowanych (1939),
- W borze świerkowym (1946),
- Materiały do morfologii i biologii motyla dereniówki Stacha (A ntispila etachjanella n .s p .) (1948),
- Karta z dziejów Ogniska Metodycznego Biologii w Krakowie (1948),
- Jak zrobić trwały preparat mikroskopowy (1948),
- Barwienie komórek ołówkiem chemicznym, atramentem i tuszem (1948),
- Jak zrobić zbiory drobnych owadów (1948),
- O roli ośrodków naukowo-dydaktycznych (1948),
- W królestwie buka (1948),
- Szkolne wycieczki zoologiczne (1958),
- Wybrane zagadnienia z metodyki nauczania biologii (1964),
- Sens współżycia w przyrodzie (1966),
- Praktyczne wskazówki z zakresu anatomii i fizjologii dla prowadzących naukę o człowieku w VIII klasie szkoły podstawowej (1967),
- Kształcenie w szkołach wyższych nauczycieli biologii (1967),
- Z życia motyli minujących liście (1968),
- Życie rodzinne zwierząt (1970)[1].

## Upamiętnienie
W 1986 jedną z sal wykładowych w Instytucie Biologii Wyższej Szkoły Pedagogicznej w Krakowie nazwano jego imieniem.